# Plön
Plön (alnémet nyelven:  Plöön) az azonos nevű kerület (Kreis Plön - Plön Kerület) adminisztrációs központja Németország Schleswig-Holstein tartománya északkeleti részén. A tartomány legnagyobb tavának, a Nagy Plöni-tó partjára épült. A városka jelképe a 17. században épült kastély. Lakosainak száma 8919 fő (2023. december 31.).

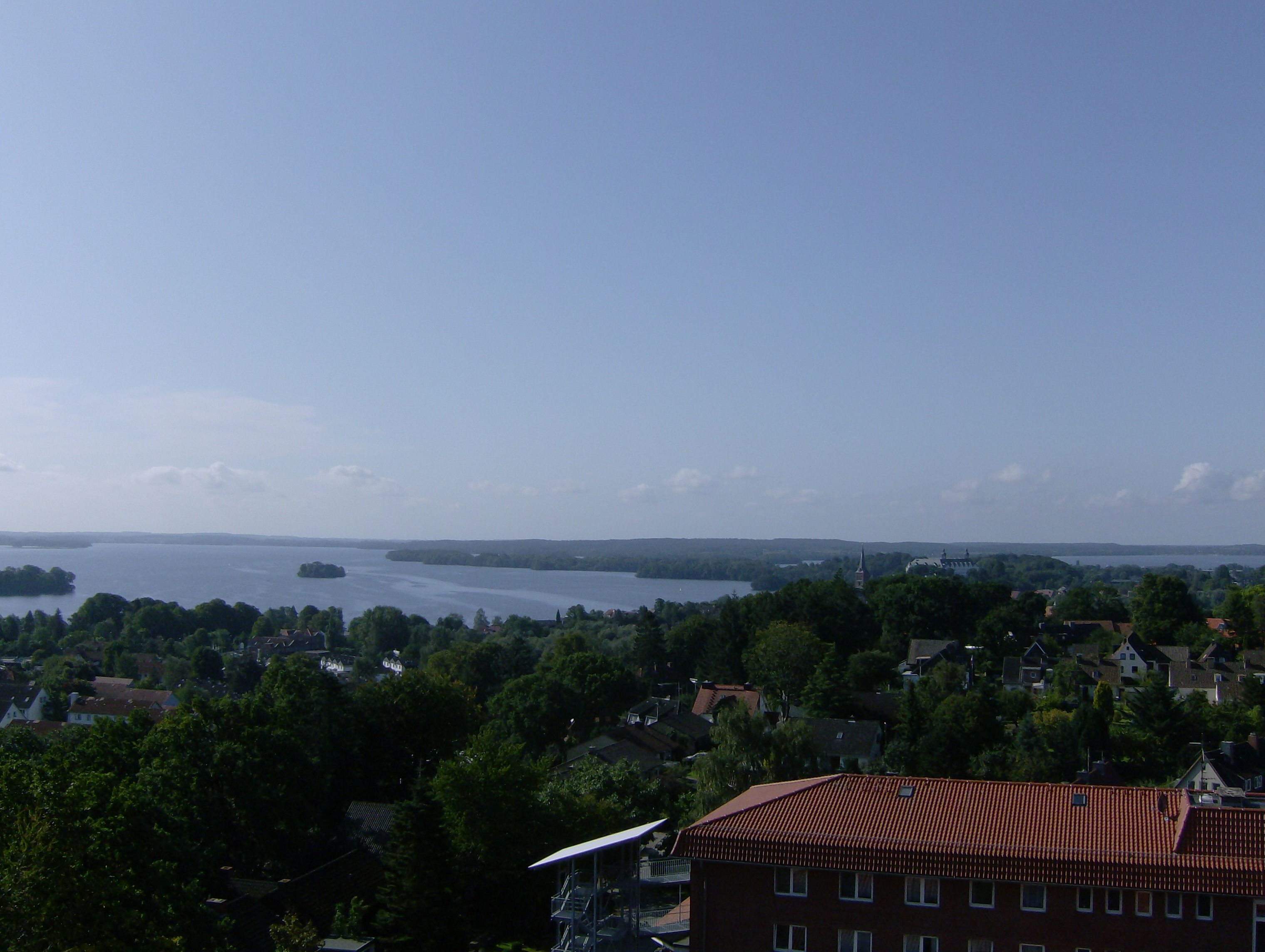
Kilátás a Nagy Plöni-tóra

## Története
A kora középkorban szláv törzsek települtek a vidékre, és egy kisebb erődítményt is építettek a mai Plön közelében, amit Plunénak neveztek. Ezt pusztította el 1139-ben a Holstein grófja, II. Schauenburgi Adolf. Ezzel végérvényesen befejeződött a szláv uralom. Ahol ma a kastély áll, oda II. Adolf várat építtetett, amelynek védelmében apró kereskedőközpont alakult ki és ez 1236-ban megkapta a városi jogot. A város a XV. század folyamán a dán koronához került, 1561-1761 között a Schleswig-Holstein-Sonderburg-Plön hercegség központja volt. Ahol a vár állt, most kastély tanúskodik Joachim Ernst herceg vagyonáról, aki 1633-ban mindössze három év alatt emeltette az új épületegyüttest. A településnek 1000 lakosa volt.

## Galéria

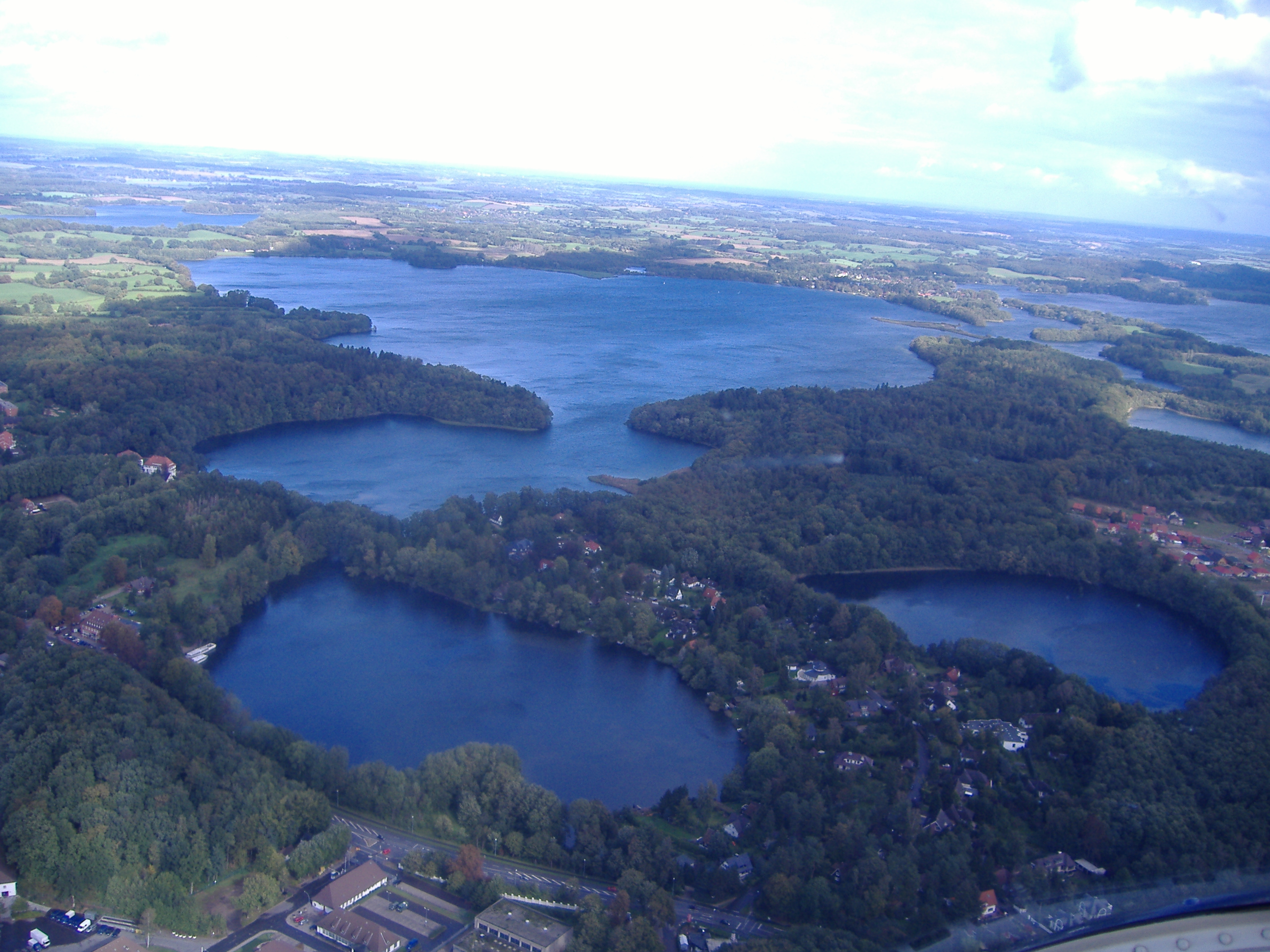
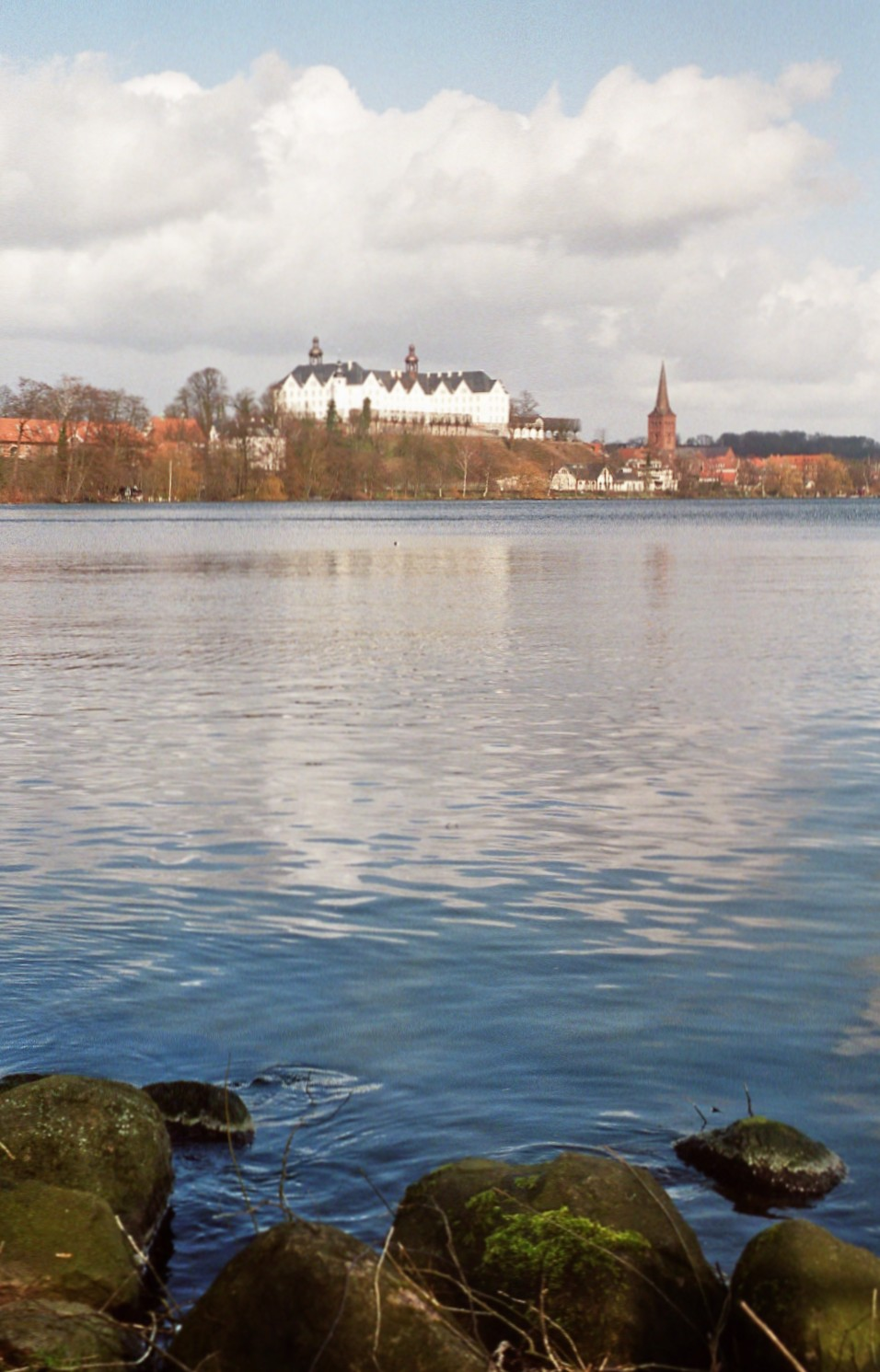
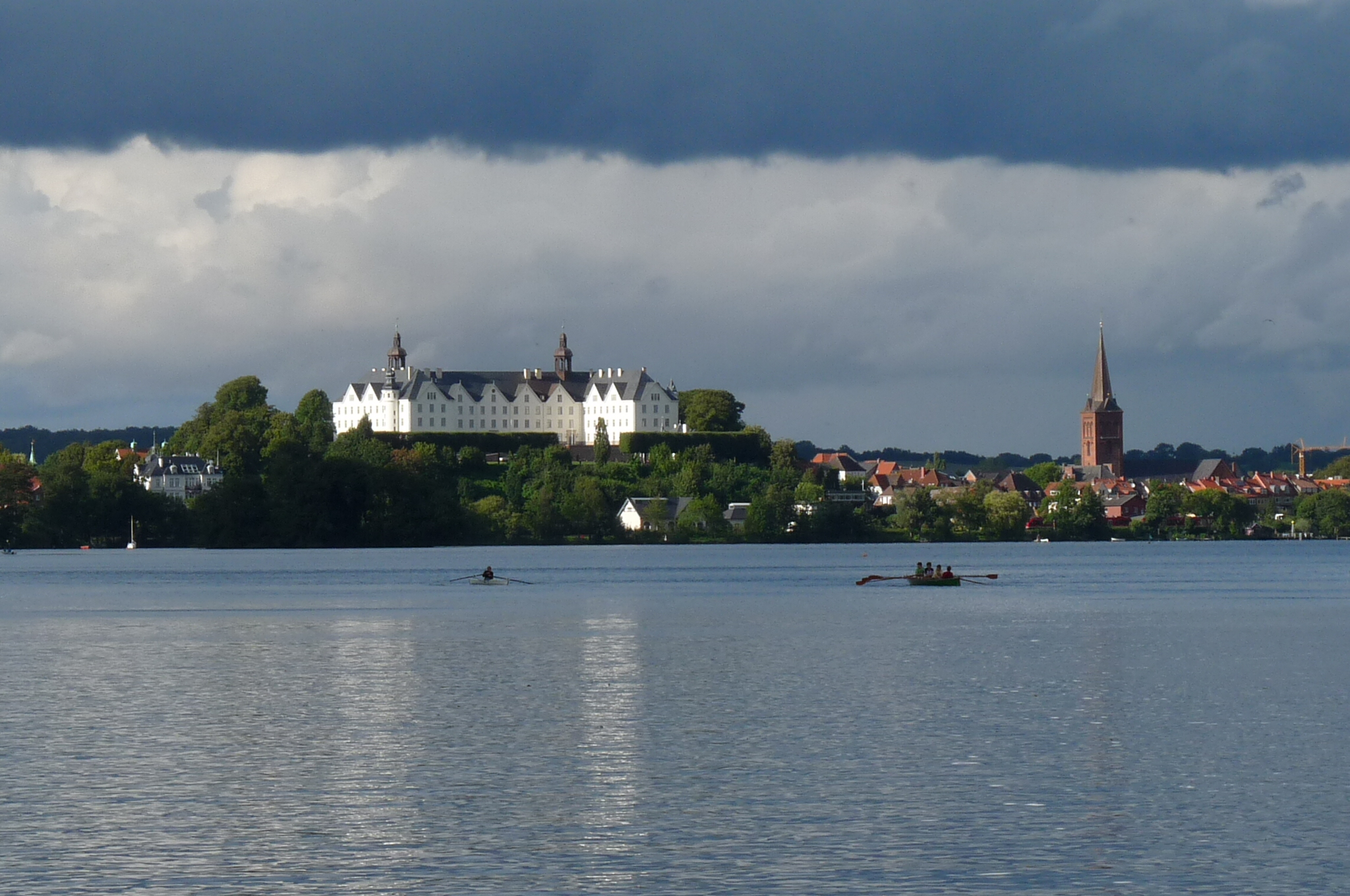
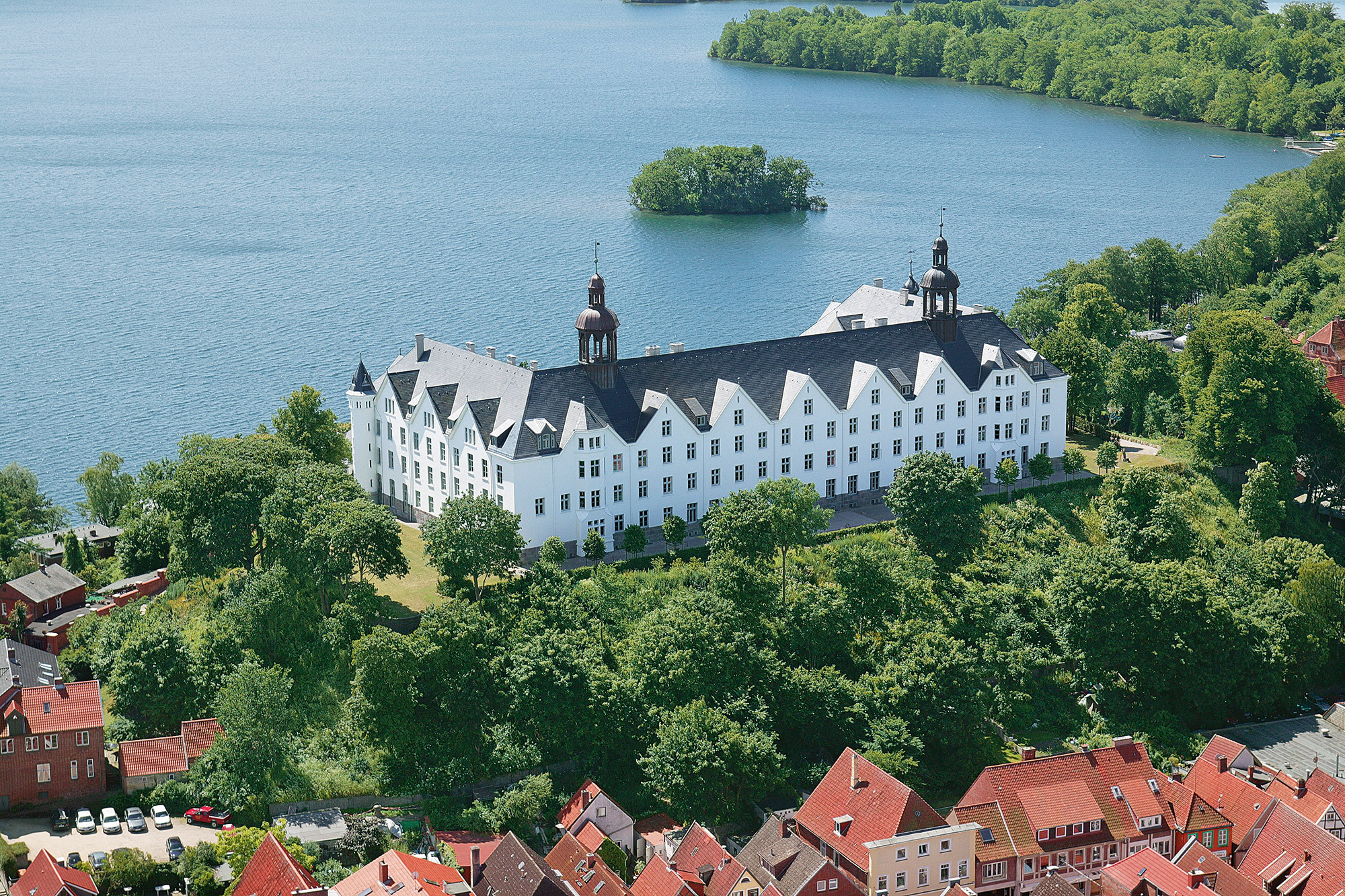
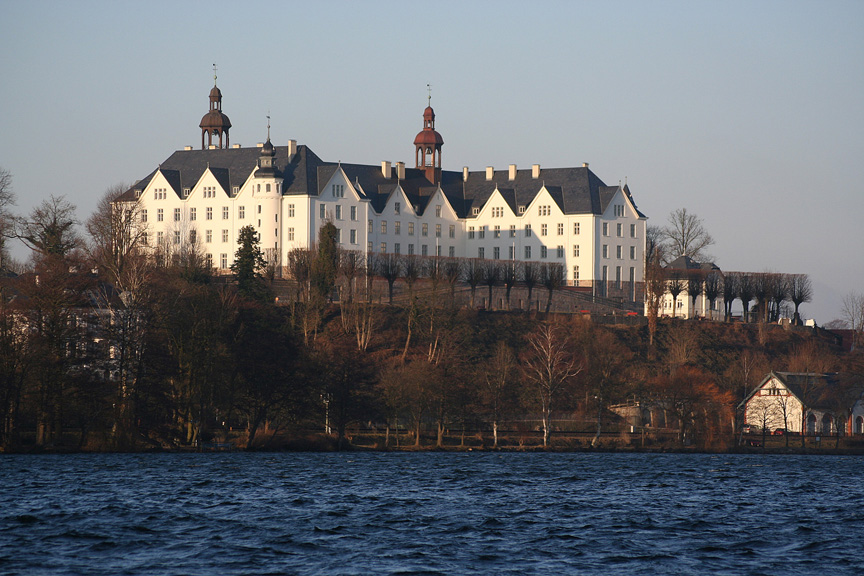
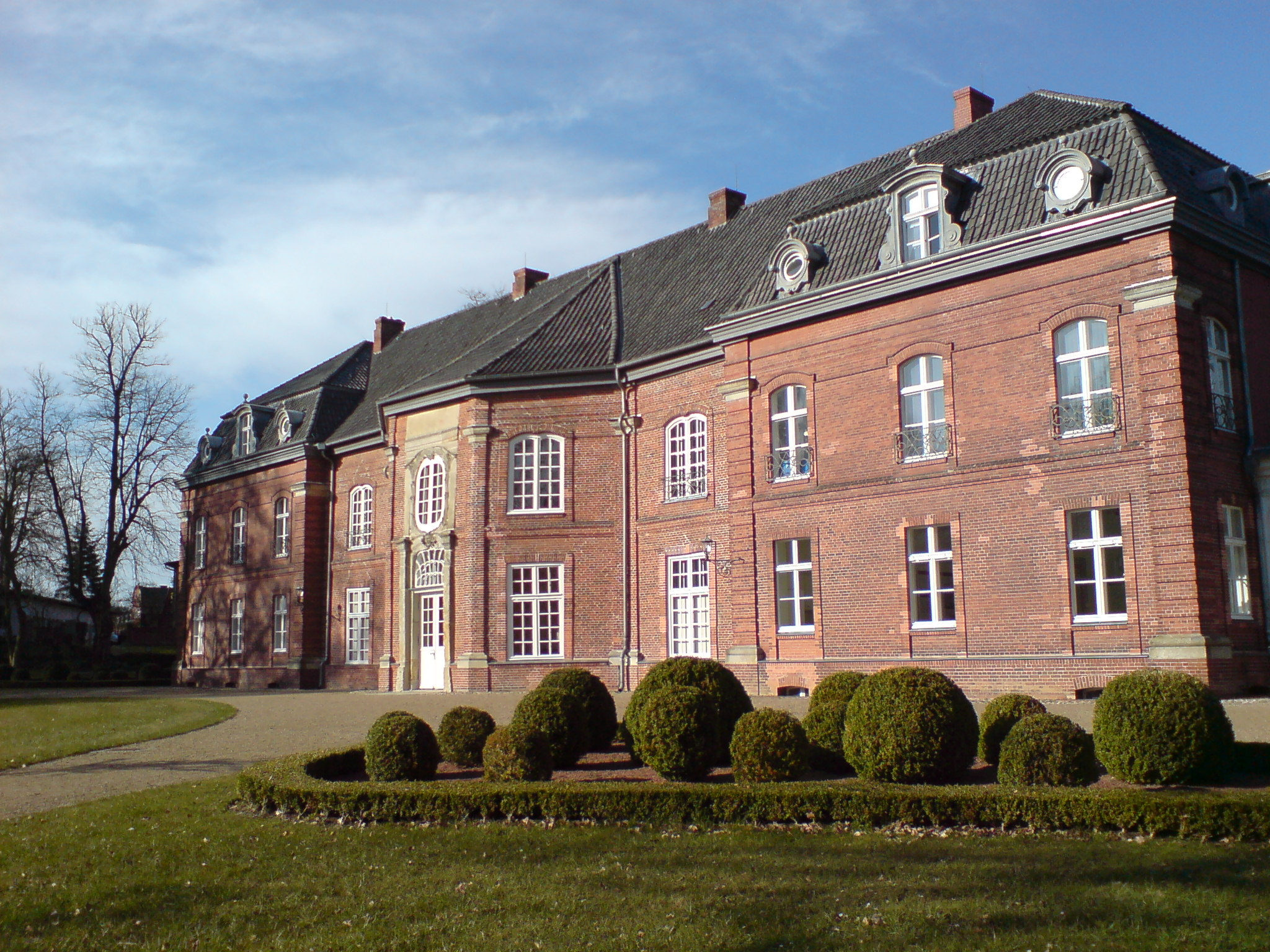
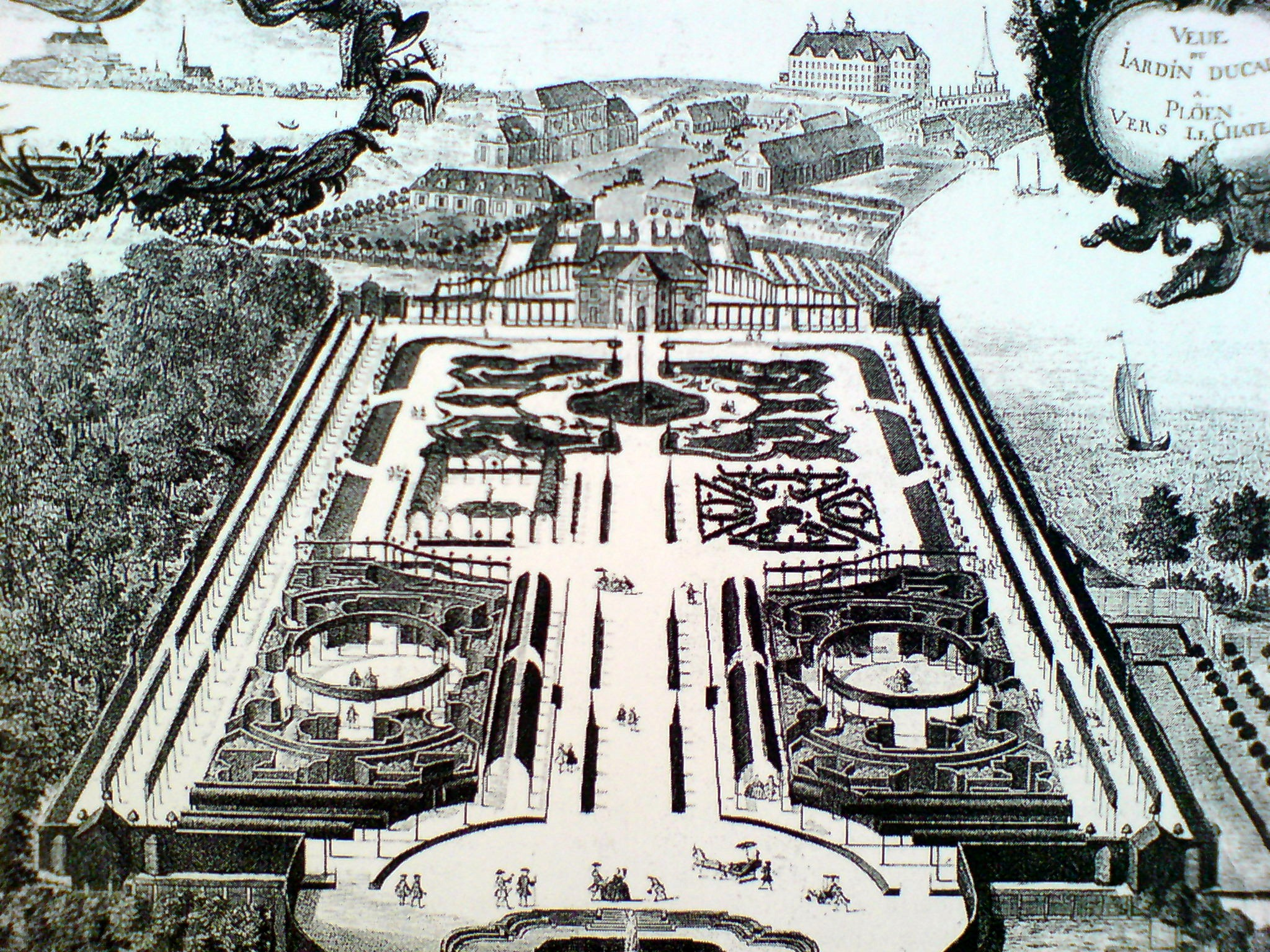
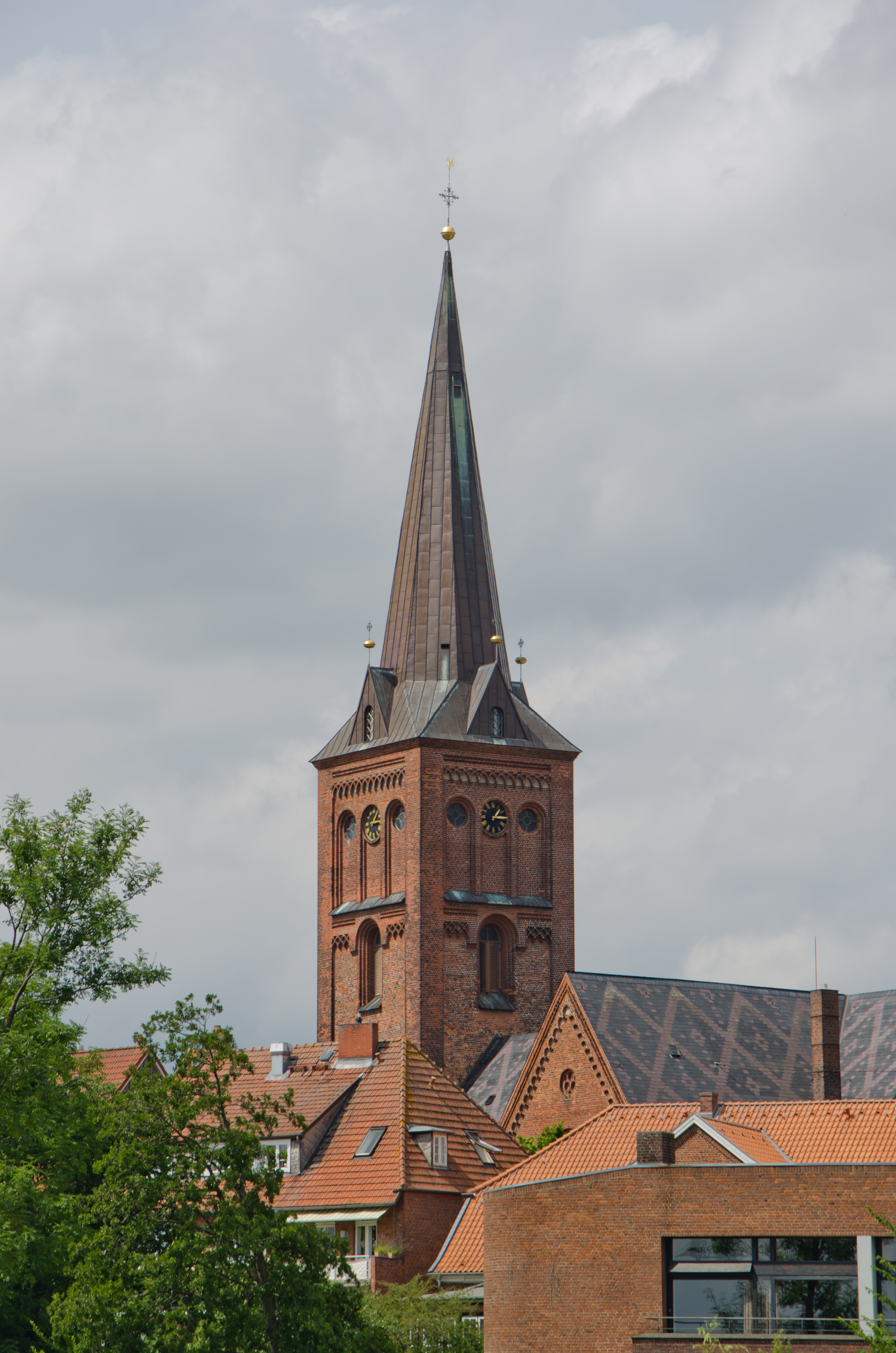
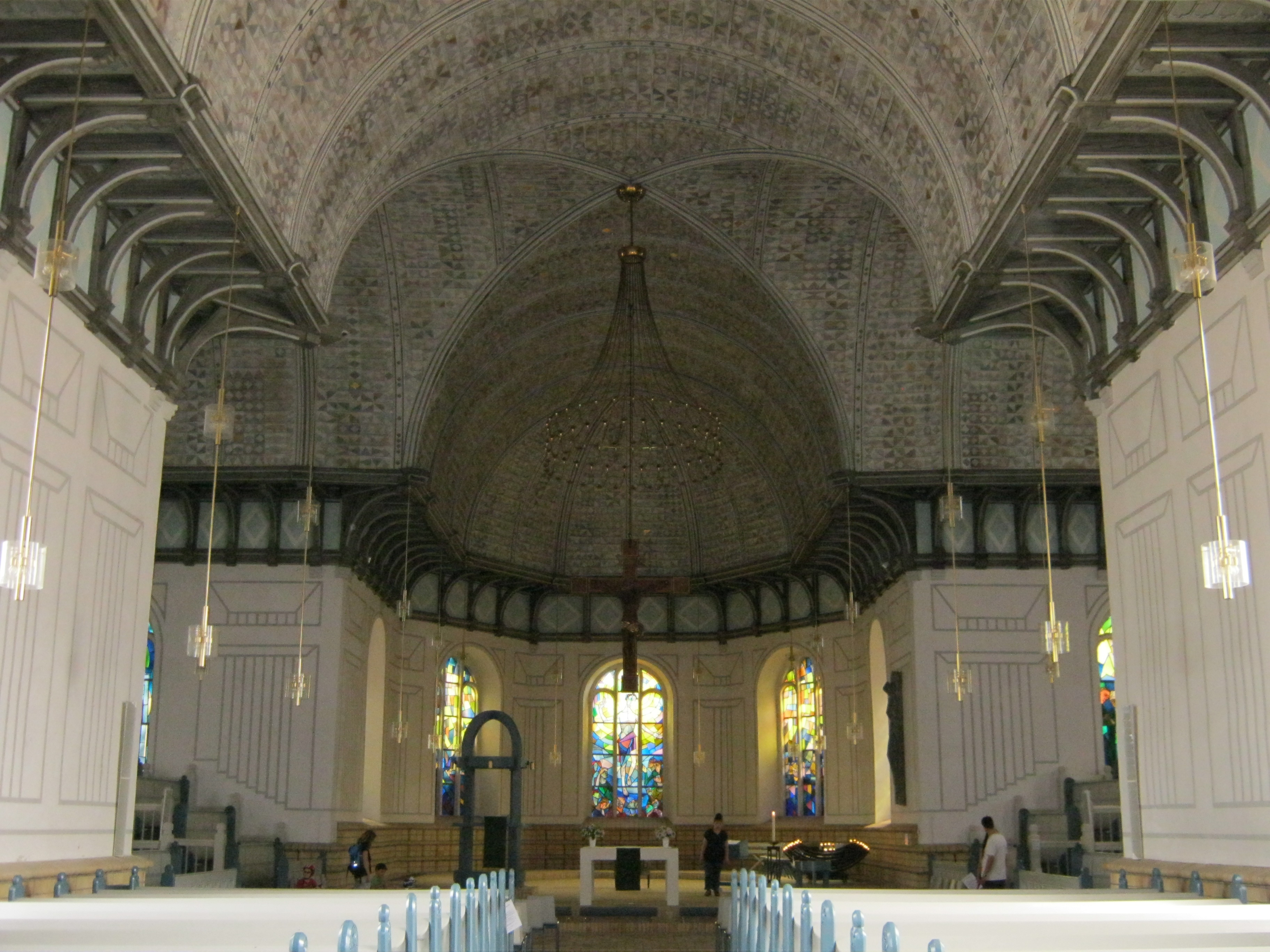